# Izštekani (album, Siddharta)
Izštekani je album v živo akustičnih izvedb pesmi slovenske alternativne rock skupine Siddharta, izdan 10. decembra 2007. Posnet je bil v sklopu oddaje Izštekani, ki jo vodi Jure Longyka. Poleg CD-ja album vsebuje tudi DVD posnetek celotnega koncerta in raznih pogovorov s člani skupine. Pesem »Autumn Sun« je kasneje izšla kot singl z videospotom.

## Seznam pesmi
Vse pesmi je napisala Siddharta.
| Št.             | Naslov             | Dolžina |
| --------------- | ------------------ | ------- |
| 1.              | „Ring‟             | 3:38    |
| 2.              | „Mr. Q‟            | 3:49    |
| 3.              | „Neon (Shusuglao)‟ | 4:34    |
| 4.              | „Eboran‟           | 4:03    |
| 5.              | „Naiven ples‟      | 3:50    |
| 6.              | „Klinik‟           | 3:47    |
| 7.              | „Napoj‟            | 4:07    |
| 8.              | „Male roke‟        | 3:03    |
| 9.              | „Homo Carnula‟     | 4:29    |
| 10.             | „Samo edini‟       | 5:54    |
| 11.             | „Autumn Sun‟       | 4:15    |
| 12.             | „Le mavrica‟       | 5:43    |
| 13.             | „Siddharta‟        | 6:36    |
| Skupna dolžina: | Skupna dolžina:    | 57:48   |

## Zasedba

### Siddharta
- Tomi Meglič – vokal, kitara
- Primož Benko – kitara
- Boštjan Meglič – bobni, tolkala
- Cene Resnik – saksofon
- Jani Hace – bas kitara, tolkala
- Tomaž Okroglič Rous – klaviature, programiranje

### Dodatni glasbeniki
- Martin Janežič - Buco – tolkala[1]
- Godalika – godala na pesmih Naiven ples, Klinik, Napoj in Siddharta
- Tomislav Jovanovič – Tokac – vokal na pesmi Male roke